# Rhynchomys labo
Rhynchomys labo — вид гризунів родини мишових (Muridae). Описаний у 2019 році.

## Поширення
Ендемік Філіппін. Виявлений на схилах гори Лабо на півострові Бікол на острові Лусон. Мешкає в лісових районах на висоті від 1250 до 1413 метрів над рівнем моря..